# 東京幹線工事局

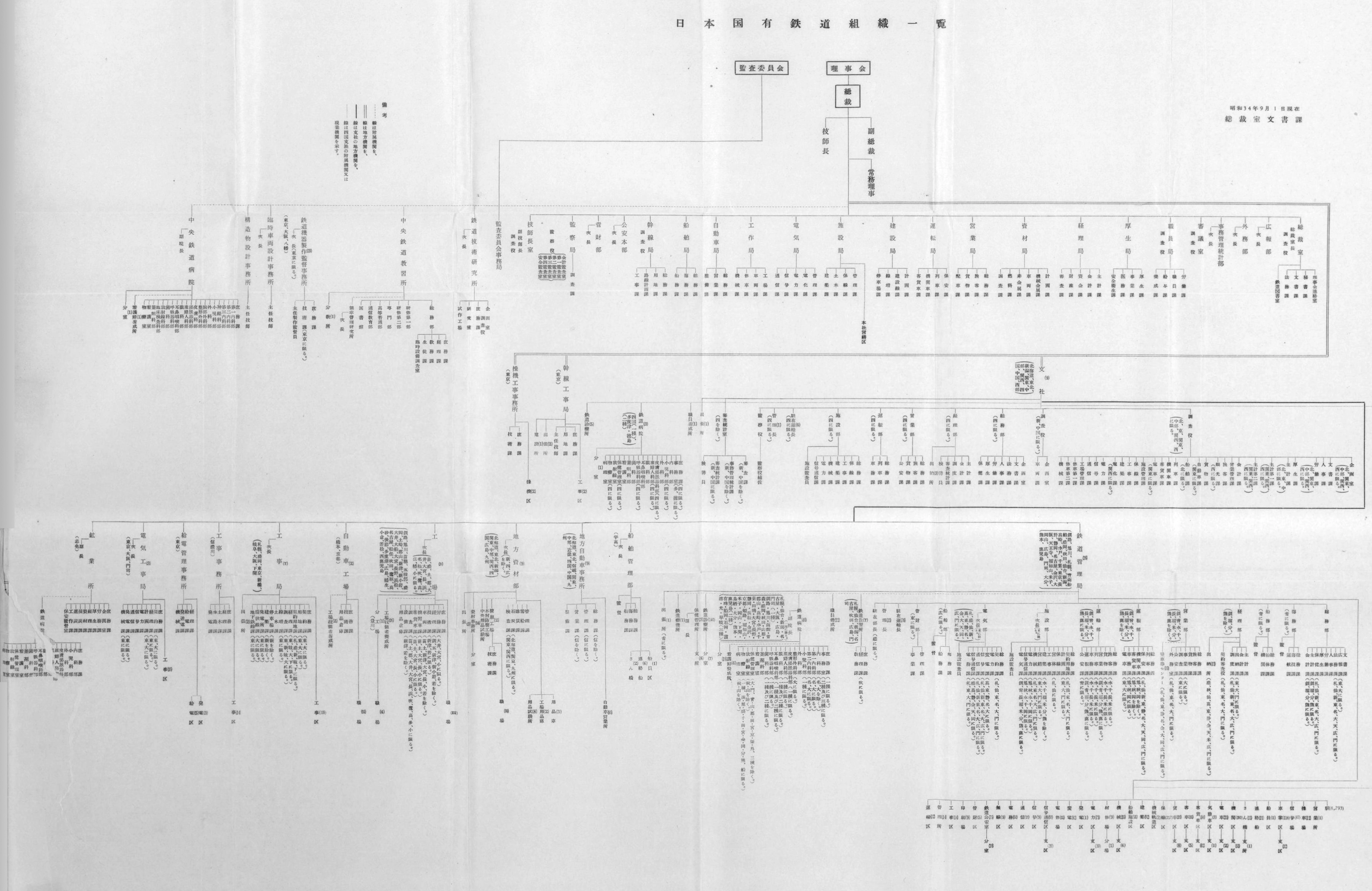
国鉄組織図（1959年9月1日時点）

東京幹線工事局（とうきょうかんせんこうじきょく）とは、東海道新幹線の建設工事を担当した日本国有鉄道（国鉄）の工事局の一つ。1959年（昭和34年）4月18日に設置され、完工後は東京第二工事局に組織変更された。略称は東幹工。

## 概要
東海道新幹線の建設工事は、1959年（昭和34年）3月31日、30億円の予算が国会で認められ、4月13日に東京・大阪間線路増設工事運輸大臣認可が下り、4月20日に全線の起工式が行われて正式にスタートした。
東京幹線工事局は、1958年（昭和33年）、国鉄本社幹線調査室（のちの新幹線総局）に置かれた幹線調査事務所（所長 上田健太郎）を母体とする。1959年4月18日、幹線調査室にかわって新幹線局が設置され、幹線調査事務所に代わって東京幹線工事局が設置された。1959年12月に静岡・名古屋・大阪に幹線工事局が設置されてからは、主として東京都・神奈川県内の新幹線建設工事に当たる。
担当工事区間は、東京から小田原の西（真鶴町 84k300m00地点）に至る区間で、モデル線も東幹工の担当であった。新幹線駅では東京駅-新横浜駅-小田原駅が含まれる。東京駅-田町駅間の工事は東京工事局に委託された。

### モデル線
東海道新幹線の建設に当たっては、試験走行や要員養成のためのモデル線の先行建設が計画され、この区間を担当する東京幹線工事局が工事を行った。これは、戦前の弾丸列車計画の折りに買収済みの相模川-早川間24km区間に綾瀬町方向の数kmを加えて約30kmのモデル線を他区間に先行して建設するという計画である。この区間には、相模川橋梁（661m）や酒匂川橋梁（387m）、弁天山隧道（1335m）などがあり、これらは真っ先に着工された。

### 東京工事局委託区間
東京駅から田町まで（東京駅：-0k286m～浜松町駅西側：3k720m）は、東海道線東京・品川間線路増設工事を東京工事局が1957年から行っていた関係で、新幹線工事についても東京工事局に工事が委託された。その一方で、東京幹線工事局に吸収合併された新橋工事局から東京工事局が引き継ぐ予定であった根岸線桜木町・大船間の建設工事は、設計協議等が新幹線工事とも関連したため東京幹線工事局が担当した（1964年3月23日の日本鉄道建設公団の発足に伴い同公団に引き継ぎ）。
東京工事局が担当したのは約4kmで、東京大阪全区間の約0.8%であったが、そのすべてが都心部の工事であったこと、既存の東京駅に新幹線のターミナルを併設したことから、他地区とはまた異なる部分での困難があった。
東京工事局委託管内
- 東京工事区
- 新橋工事区
- 汐留工事区

## 略年表
- 1958年（昭和33年） 国鉄本社幹線調査室（後の新幹線総局）に後の各幹線工事局の母体となる幹線調査事務所が置かれる（所長 上田健太郎）
- 1959年（昭和34年）
  - 3月31日 東海道新幹線の建設工事30億円の予算が国会で認められる。
  - 4月13日 東京・大阪間線路増設工事運輸大臣認可
  - 4月18日 幹線調査室を廃して新幹線局を設置し、幹線調査事務所を廃して東京幹線工事局を設置[3]
  - 4月20日 全線の起工式を挙行
  - 12月16日 名古屋、大阪の各出張所が名古屋幹線工事局、大阪幹線工事局として分離。
- 1960年（昭和35年）
  - 4月10日 新橋工事局を吸収合併[3]。
- 1962年（昭和37年）
  - 6月 鴨宮基地（東京基点71km820m）から東方向へ約10kmの区間（下り線）が完成し、走行試験がはじめられる。
  - 10月10日 モデル線全区間が完成[4]
- 1963年（昭和38年）3月30日 速度向上試験最終日に256km/h[5]
- 1964年（昭和39年）
  - 7月1日 東京-大阪間が全通[3][6]
  - 7月25日 全線試運転が開始[3]
  - 10月1日 東海道新幹線開業。
  - 12月1日 東京幹線工事局を廃止し東京第二工事局として発足[3]。

## 工事誌
東海道新幹線工事では、新幹線支社と各工事局が工事誌を編集発行している。
東京幹線工事局による工事誌の情報は以下の通り：
『東海道新幹線工事誌』（ 一般編）
東京幹線工事局編 東京第二工事局
1965.3.31
序：東京幹線工事局長 和仁達美
あとがき：次長 高橋浩二
『東海道新幹線工事誌 土木編』
東京幹線工事局編 東京第二工事局
1965.3.31 非売品
序：東京幹線工事局長 和仁達美
あとがき：次長 高橋浩二
『東海道新幹線工事誌 電気編』
東京幹線工事局編 東京第二工事局
1965.3.31
序：電気局電化課長 水野武之
あとがき：中村三郎
東京工事局 による工事誌は以下の通り：
短くはあるが、東京駅も含めて、用地買収や移転交渉、設計協議などに都心ならではの難しさのある工事区間であった。
『東海道新幹線工事誌』
日本国有鉄道東京工事局
1967年3月 623p 27cm
序：建設局長・前工事局長 田中行男（局長 36.4～）
序：局長 石川豊（局長 40.4～）
第1編 計画
第2編 用地
第3編 土木工事
第4編 建築工事
第5編 施行管理その他
第6編 その他
編集後記：次長 西脇等

## 参考図書
- 『東海道新幹線工事誌』東京幹線工事局篇
- 『東海道新幹線工事誌』東京工事局篇
- 俵英一(監修)『新幹線メモ』（社）日本鉄道運転協会 昭和39年10月1日発行 400円（交通科学博物館にて閲覧）
- 角本良平『東海道新幹線』 (中公新書) 中央公論社 1964年4月
- 碇 義朗『超高速に挑む―新幹線開発に賭けた男たち。』文藝春秋 1993年
- 川辺 謙一ほか『図説・鉄道路線はこうして生まれる』学習研究社 2007年